# Rallye Hanki
Le Rallye Hanki, ou Hankiralli  (le rallye des neiges pures), était une compétition annuelle de rallye automobile finlandaise sur routes  gelées et enneigées, organisé durant 40 ans.

## Histoire
Il a été conçu durant l'hiver 1954 par Fred Geitelin et Lauri Hurmeen. La première édition eut lieu en février 1955, avec départ et arrivée à Helsinki (ainsi qu'ultérieurement), pour un parcours de 1 700 km environ à travers une cinquantaine de communes, et 30 épreuves spéciales. Le seul étranger était alors un suédois, pour 72 inscrits (de 1955 à 1959 les victoires furent uniquement comptabilisées par classes). La trajet-type suivait la boucle Helsinki-Tampere-Jyväskylä-Kuopio-Joensuu-Lauritsala-Kotka-Helsinki.
1962 vit la victoire du premier coureur non-finlandais. Les vingt années suivantes confirmèrent à parité ce résultat.
L'apogée de l'épreuve fut atteinte au début des années 1970, avec parfois une soixantaine d'épreuves spéciales et environ 180 équipages à gérer.
Cependant 1974 apporta un frein brutal à cette prospérité, du fait du premier choc pétrolier. Malgré son inscription alors au Championnat d'Europe des rallyes, la course n'attira plus que des pilotes locaux, étant dotée d'un faible coefficient au championnat continental, et loin des axes plus "traditionnels" du circuit européen (sous des cieux moins rigoureux). La compétition s'arrêta en 1994.
Un rallye historique lui succéda durant dix ans.
Trois champions du monde l'ont remporté: Timo Mäkinen, Markku Alén (qui y fit ses tout débuts en terminant d'emblée second), et Stig Blomqvist (recordman du nombre de victoires (5) dans l'épreuve).

## Palmarès

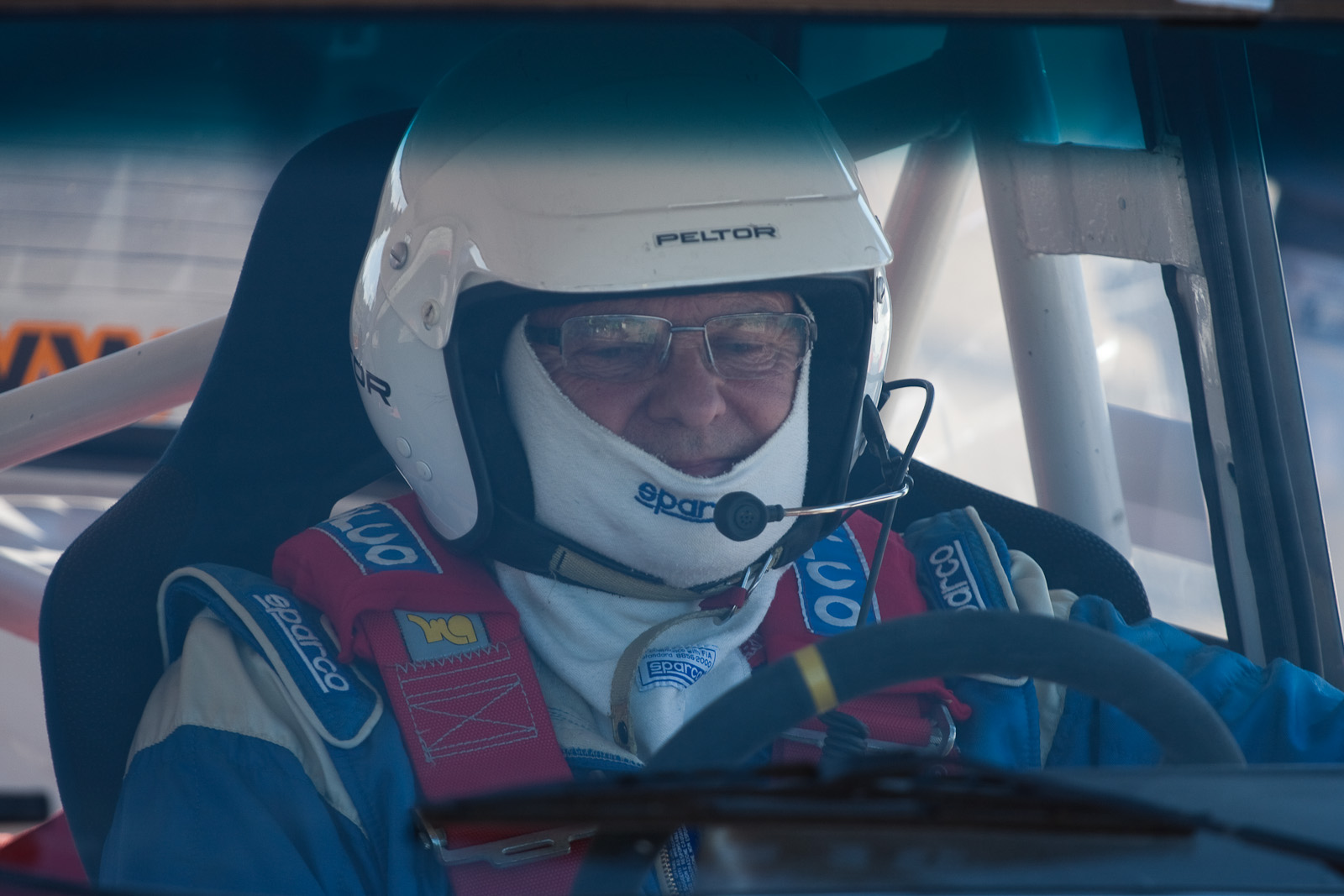
Le quintuple vainqueur, S. Blomqvist (2010).

| Année | Pilote             | Voiture                  |
| ----- | ------------------ | ------------------------ |
| 1994  | Sebastian Lindholm | Ford Escort RS Cosworth  |
| 1993  | Sebastian Lindholm | Ford Escort RS Cosworth  |
| 1992  | Sebastian Lindholm | Ford Sierra Cosworth 4x4 |
| 1991  | Lasse Lampi (4)    | Mitsubishi Galant VR4    |
| 1990  | Mikael Sundström   | Mazda 323 4 WD           |
| 1989  | Mikael Sundström   | Mazda 323 4 WD           |
| 1988  | Harri Toivonen     | Lancia Delta HF 4 WD     |
| 1987  | Timo Heinonen      | Audi Coupé Quattro       |
| 1986  | Timo Heinonen      | Audi Quattro             |
| 1985  | Antero Laine       | Audi Quattro             |
| 1984  | Lasse Lampi        | Audi Quattro             |
| 1983  | Lasse Lampi        | Audi Quattro             |
| 1982  | Stig Blomqvist (5) | Audi Quattro             |
| 1981  | Lasse Lampi        | Ford Escort RS           |
| 1980  | Ulf Grönholm       | Fiat Abarth 131 Allye    |
| 1979  | Markku Alén        | Fiat Abarth 131 Allye    |
| 1978  | Pentti Airikkala   | Vauxhall Chevette HS     |
| 1977  | Stig Blomqvist     | Saab V4                  |
| 1976  | Tapio Rainio       | Saab V4                  |
| 1975  | Simo Lampinen      | Saab V4                  |
| 1974  | Épreuve annulée    | Épreuve annulée          |
| 1973  | Stig Blomqvist     | Saab V4                  |
| 1972  | Stig Blomqvist     | Saab V4                  |
| 1971  | Stig Blomqvist     | Saab V4                  |
| 1970  | Timo Mäkinen       | Ford Escort Twin-Cam     |
| 1969  | Carl Orrenius      | Saab V4                  |
| 1968  | Simo Lampinen      | Saab V4                  |
| 1967  | Simo Lampinen      | Saab V4                  |
| 1966  | Timo Mäkinen       | Mini Cooper S            |
| 1965  | Rune Larsson       | Volvo 544 S              |
| 1964  | Tom Trana          | Volvo 544 S              |
| 1963  | Pauli Toivonen     | Citroën DS 19            |
| 1962  | Carl-Magnus Skogh  | Saab 96                  |
| 1961  | Rauno Aaltonen     | Saab 96                  |
| 1960  | Carl-Otto Bremer   | Saab 93 F                |
| 1959  | Onni Vilkas        | Mercedes-Benz 220 S      |
|       | Esko Keinänen      | Peugeot 403              |
|       | Rainer Eklund      | Goggomobil               |
|       | Olli Lyytikäinen   | MG A                     |
| 1958  | Olof Nysten        | Citroën ID 19            |
|       | Osmo Kalpala       | Peugeot 403              |
|       | Rainer Eklund      | Goggomobil               |
| 1957  | Onni Vilkas        | Mercedes-Benz 220        |
|       | Jorma Heino        | Peugeot 403              |
|       | Unto Vuola         | Goggomobil               |
| 1956  | Eero Koivulehto    | Ford Mainline            |
|       | Olof Nysten        | DKW                      |
| 1955  | Eero Koivulehto    | Ford Mainline            |
|       | Heikki Puustinen   | Volkswagen 1200          |